# Формула Шлефли
Формула Шлефли — соотношение на производные двугранных углов и длины рёбер семейства многогранников.
Предложена Людвигом Шлефли.

## Формула
Пусть {\displaystyle P(t)} есть гладкое однопараметрическое семейство многогранников в евклидовом пространстве.
Обозначим через {\displaystyle \theta _{i}=\theta _{i}(t)} и {\displaystyle \ell _{i}=\ell _{i}(t)} двугранные углы и длины рёбер {\displaystyle P(t)}.
Тогда
{\displaystyle \sum _{i}\ell _{i}{\frac {d\theta _{i}}{dt}}=0}

## Вариации и обобщения
Формула имеет естественные обобщения на случай многомерных евклидовых пространств и пространств постоянной кривизны.